# 곰치
곰치(영어: Kidako moray, 학명: Gymnothorax kidako 귐노트호락스 키타코[*])는 곰치과에 속하는 물고기이다. 몸길이 60cm 정도이며 큰 것은 1m가 넘는다. 몸은 가늘고 길지만 살지고 피부가 두꺼운 편이며 꼬리는 얇고 넓으며 끝이 뾰족하다. 전 세계에 80종 이상 분포하며 뱀과 비슷하게 생겼다. 몸빛은 황갈색 바탕에 불규칙한 흑갈색의 가로띠가 있는 등 뱀 모양의 무늬가 있다. 머리는 비교적 작고 입은 크게 찢어져 있다. 위아래 턱의 이는 폭이 넓고 강하며 일열로 줄지어 있다. 아가미구멍은 검은색이고 혀·비늘·가슴지느러미·배지느러미가 없으며 뒷지느러미의 언저리는 흰빛이다. 야행성으로 산호나 암초의 갈라진 틈 또는 구멍에 숨어서 작고 매서운 눈과 예민한 후각으로 먹이를 찾는다. 곰치에게 물리면 신경계와 순환계가 마비된다. 성질이 사납고 문어류를 잡아먹는다

## 참고 자료
- 이 문서에는 다음커뮤니케이션(현 카카오)에서 GFDL 또는 CC-SA 라이선스로 배포한 글로벌 세계대백과사전의 내용을 기초로 작성된 글이 포함되어 있습니다.